# 南方駅 (宮崎県)
南方駅（みなみかたえき）は、宮崎県宮崎市大字本郷南方にある、九州旅客鉄道（JR九州）日南線の駅である。

## 歴史
- 1963年（昭和38年）5月8日：国鉄日南線の駅として開設[1][2]。旅客のみ取扱う無人駅[3]。
- 1978年（昭和53年）3月：ホームを20 m延伸、ホーム有効長を90 mとする[4]。
- 1987年（昭和62年）4月1日：国鉄分割民営化に伴い、九州旅客鉄道（JR九州）の駅となる[2]。
- 2022年（令和4年）4月1日：宮崎支社発足、鹿児島支社から同支社へ移管[5]。
- 2025年（令和7年）度：ICカード「SUGOCA」が利用可能となる予定[6]。

## 駅構造
単式ホーム1面1線を有する地上駅。
無人駅。駅舎は無く、ホーム上に短い旅客上屋が設置されている。

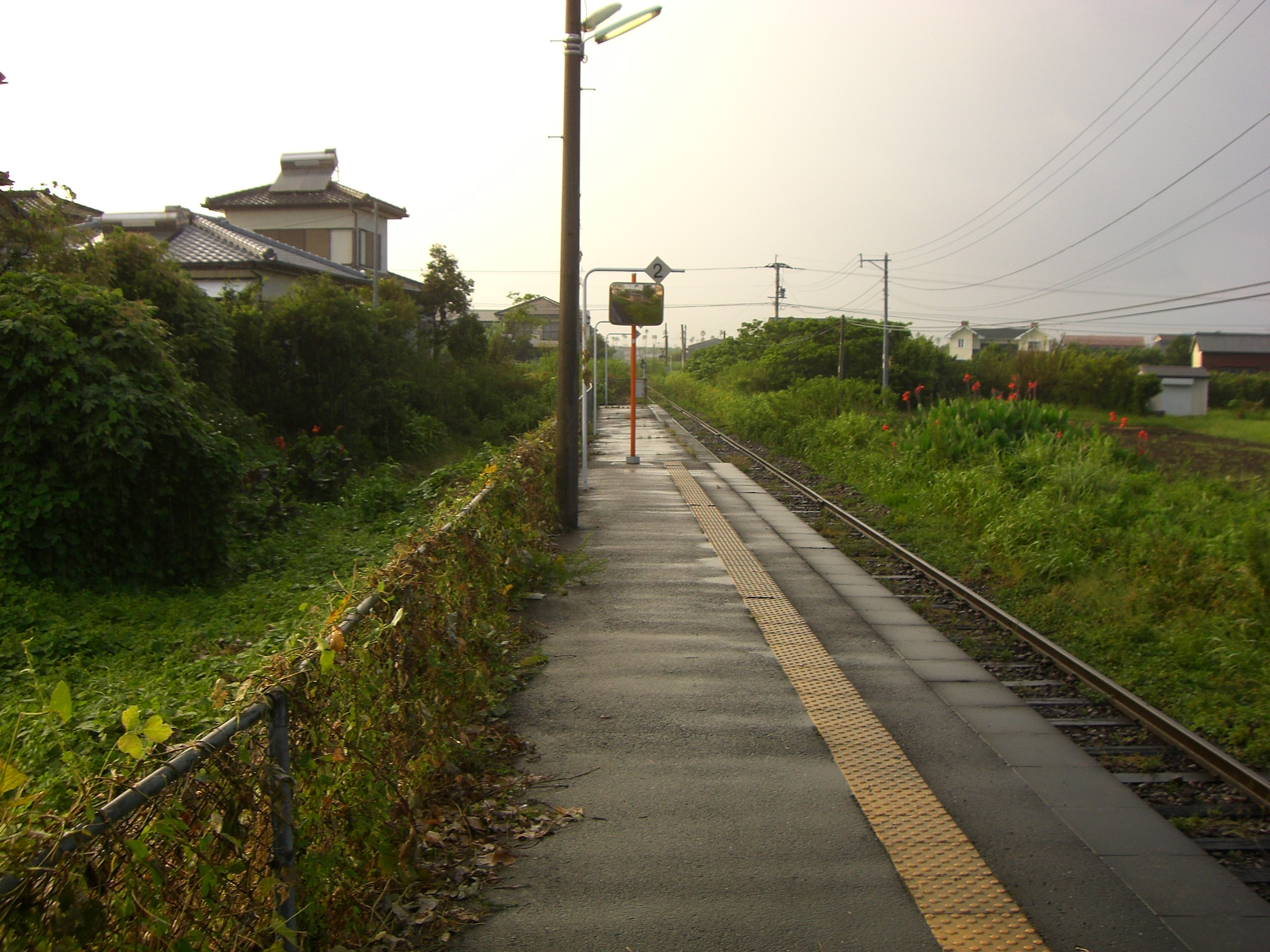
ホーム（2007年9月）

## 利用状況
2015年（平成27年）度の1日平均乗車人員は89人である。
近年の1日平均乗車人員はの推移以下の通り。
| 年度   | 1日平均 乗車人員 |
| ------ | ---------------- |
| 1996年 | 72               |
| 1997年 | 77               |
| 1998年 | 72               |
| 1999年 | 62               |
| 2000年 | 53               |
| 2001年 | 48               |
| 2002年 | 48               |
| 2003年 | 46               |
| 2004年 | 53               |
| 2005年 | 55               |
| 2006年 | 54               |
| 2007年 | 54               |
| 2008年 | 69               |
| 2009年 | 68               |
| 2010年 | 61               |
| 2011年 | 54               |
| 2012年 | 64               |
| 2013年 | 66               |
| 2014年 | 76               |
| 2015年 | 89               |

## 駅周辺
宮崎空港線が開通するまでは当駅が宮崎空港の最寄駅であったが、当時から空港アクセス利用はされていなかったため、当駅は宮崎空港線開通による影響を受けていない。
周囲には住宅や田畑が広がっている。
- 宮崎交通国富小前バス停
- 加護神社
- 宮崎市立国富小学校
- 宮崎市立本郷小学校
- 宮崎市立本郷中学校
- 日高内科医院
- 宮崎本郷郵便局
- 宮崎銀行希望ヶ丘支店
- エーコープ赤江南店
- スーパーマーケット江南本郷店
- 宮崎希望が丘簡易郵便局
- 宮崎第一中学高等学校

## 隣の駅
九州旅客鉄道（JR九州）
■日南線
■快速「日南マリーン号」
通過
■普通
田吉駅 - 南方駅 - 木花駅